# Reinhard Schmalzl
Reinhard Schmalzl (22 marzo 1960) è un dirigente sportivo, allenatore di sci alpino ed ex sciatore alpino italiano.

## Biografia
Discesista puro originario di Selva di Val Gardena e cugino di Helmuth, a sua volta sciatore alpino, in Coppa del Mondo ottenne l'unico piazzamento il 1º febbraio 1979 a Villars-sur-Ollon (5º), mentre ai Campionati italiani vinse la medaglia d'argento nel 1980; non prese parte a rassegne olimpiche né ottenne piazzamenti ai Campionati mondiali. Cessata l'attività agonistica è stato allenatore presso il Centro Sportivo Carabinieri, presidente dello Sci Club Gardena per cinque anni e consigliere federale nella Federazione italiana sport invernali, eletto nel 2010 e assumendo l'incarico di presidente della Commissione Giovani; è stato quindi vicepresidente della stessa federazione dal 2012 al 2014.

## Palmarès

### Coppa del Mondo
- Miglior piazzamento in classifica generale: 53º nel 1979

### Campionati italiani
- 1 medaglia[4]:
  - 1 argento (discesa libera nel 1980)